# Giovanni Gaetano Bottari

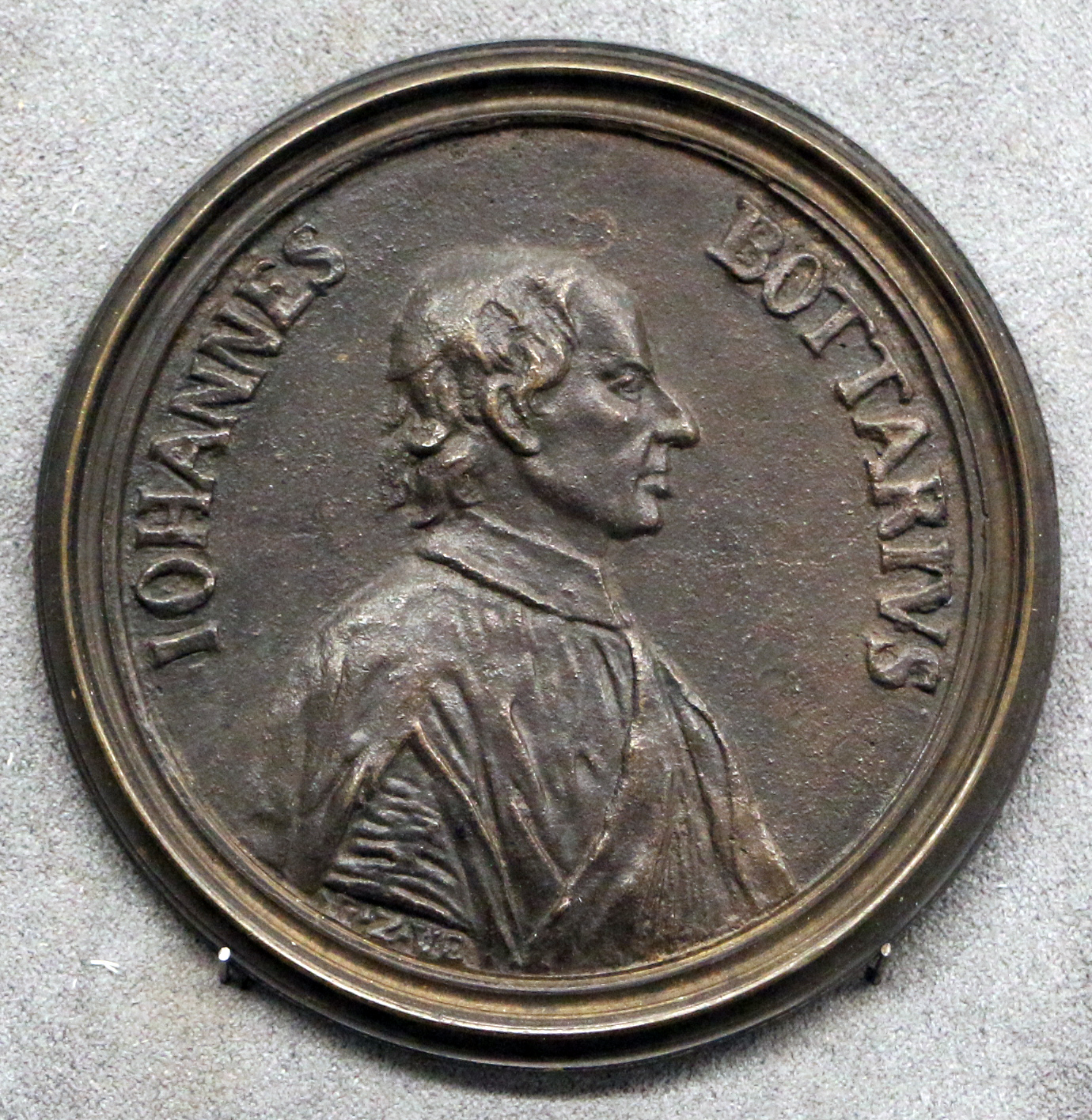
Giovanni Gaetano Bottari

Giovanni Gaetano Bottari (* 15. Januar 1689 in Florenz; † 4. Juni 1775 in Rom) war ein italienischer Gelehrter, Philologe,  Kirchenhistoriker, Lexikograf, Bibliothekar und Berater von Papst Clemens XII.

## Leben
Bottari erhielt ab dem Alter von zehn Jahren Unterricht in Rhetorik und Latein unter der Aufsicht von Antonio Maria Biscioni (1674–1756), Kanoniker, Gelehrter und Bibliothekar an der Laurenziana in Florenz. Von 1704 bis 1708 studierte er Theologie, speziell Thomistik, bei den Dominikanern von San Marco. Außerdem befasste er sich mit Philosophie und Naturwissenschaften und lernte bei Antonio Maria Salvini Griechisch. 1716 erhielt er die Priesterlichen Weihen und trat dann in den Dienst von Neri Maria Corsini.

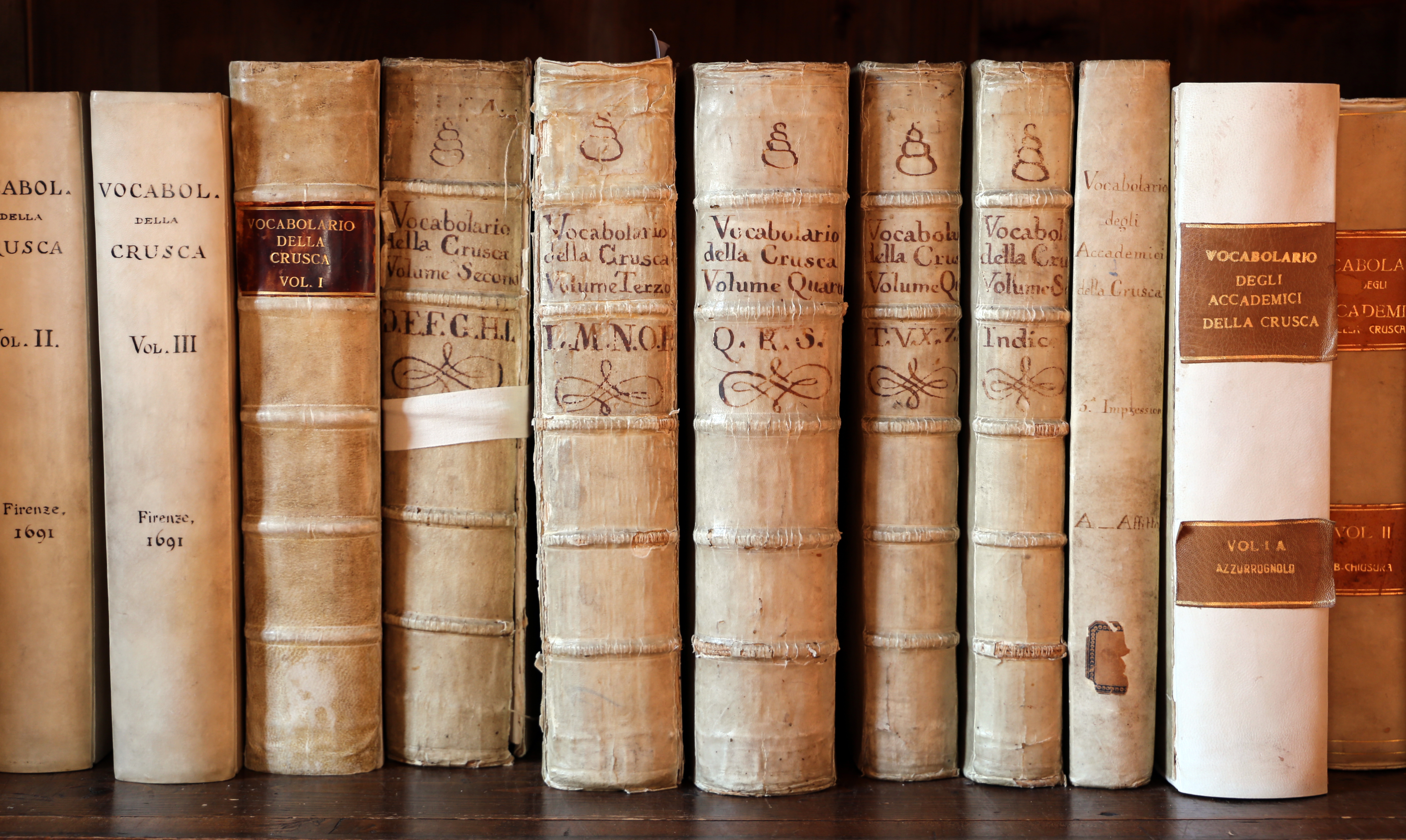
Vocabolario degli Accademici della Crusca, 4. Ausgabe

1716 wurde er Examinator an der Universität Florenz und Aufseher der herzoglichen Druckerei.
1723 wurde er in die Accademia della Crusca aufgenommen, die soeben beschlossen hatte, das mehrbändige Vocabolario degli Accademici della Crusca, eins der ersten Wörterbücher der italienischen Sprache überhaupt, zu überarbeiten und auf einen neuen Stand zu bringen. Bottari wurde in das Redaktionsteam unter Rosso Antonio Martini und Andrea Alamanni aufgenommen und arbeitete auch nach 1730, als er von Florenz nach Rom übersiedelte, brieflich weiter an dem Wörterbuch, zu dem er auch das Vorwort verfasst hat. Die vierte Ausgabe des Vocabulario erschien von 1729 bis 1738 in der Offizin von Domenico Maria Manni in Florenz.
Neben seiner Tätigkeit für die Accademia befasste er sich intensiv mit dem erzählerischen Werk Boccaccios. Ab 1725 initiierte er eine Reihe von Sitzungen, die Boccaccio zum Thema hatten, mit dem Ziel, den Dichter vom Vorwurf der Obszönitat und Ungläubigkeit zu entlasten.

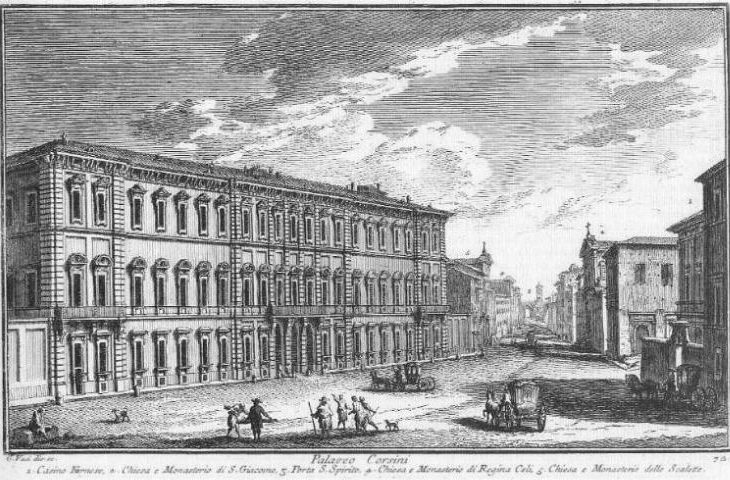
Palazzo Corsini alla Lungara, 1754

Ab 1730 hielt sich Bottari auf Einladung von Kardinal Neri Maria Corsini, Nepot des neugewählten Papstes Clemens XII., in Rom auf und wohnte im Palazzo Corsini. In Rom erhielt er schnell Zugang zu einem Kreis von Literaten, Theologen und Gelehrten, die sich für die Archäologie Roms interessierten. 
Von 1731 bis 1739 bekleidete er einen Lehrstuhl für Kirchengeschichte an der Universität Sapienza.
1735 beauftragte ihn der Papst mit der Einrichtung einer Privatbibliothek.  
Der Papst ernannte ihn zu seinem Geheimsekretär (Cappellano segreto), Erzpriester von Santa Maria in Cosmedin und Kustode der Vatikanischen Bibliothek. Im Auftrag des Papstes besorgte er eine Neuausgabe des Vergilius Vaticanus, zu dem er ein ausführliches Vorwort verfasste. Dazu kam der Auftrag, Antonio Bosio Roma Sotterranea in der Bearbeitung durch Paolo Aringhi (1600–1676) neu herauszugeben. 1739 gab er sein Amt an der Universität auf.
Im Sommer 1747 hielt er an der Accademia della Crusca fünf öffentliche Vorlesungen über die Novella de’ tre Anelli aus Boccaccios Decamerone, in denen er postuliert, Boccaccio beweise in seinem Text die Überlegenheit der christlichen Religion gegenüber der jüdischen und dem Islam.
Bottaroi starb 1775 in Rom und wurde in Santa Maria in Trastevere bestattet, wo ein Epitaph aus Marmor mit einem vergoldeten und mit Lorbeer umkränzten Medaillon an ihn erinnert.

## Werke (Auswahl)
- Del museo Capitolino. 3 Bände. Rom 1750.
- Dialoghi sopra le tre arti del disegno. Lucca: Benedini 1754.
- Giovanni Gaetano Bottari und Luigi Crespi: Raccolta di lettere sulla pittura scultura et architettura, scritte da'più celebri personaggi che in dette arti fiorirono dal secolo XV. al XVII.. 7 Bände. Rom: Barbiellini, Pagliarini und Pallade, 1754-1773.

Herausgeberschaft
- Vocabulario degli Accademici della Crusca, 4. Ausgabe. 6 Bände. Florenz: Manni 1729–1738.
- Sculture e pitture sagre estratte dai cimiterj di Roma pubblicate gia dagli autori della Roma sotterranea ed ora nuovamente date in luce colle spiegazioni ... [di Giovanni Gaetano Bottari]. 3 Bände. Roma: Stamperia Vaticana presso Gio. Maria Salvioni 1737, 1753.
- Antiquissimi Virgiliani Codicis Fragmenta et Picturae ex Bibliotheca Vaticana. Ad priscas Imaginum formas A Petro Sancte Bartholi Incisae. Rom  R.C.A. apud Pedem Marmoreum 1742.